# Франциск Ксаверій Сапега
Франциск Ксаверій Сапега (1741 — 10 лютого 1808, Ценковиці) — державний та військовий діяч, урядник часів занепаду Речі Посполитої.

## Життєпис
Походив з литовсько-білоруського магнатського роду Сапіг гербу Лис — Коденської гілки. Третій син мстиславського воєводи Ігнація Сапіги та Анни Красіцької. Народився в 1741 році. Здобув спочатку домашню освіту. У 1751 році втратив матір, а 1758 року — батька. Опинився під опікою стрийка Кароля Юзефа Сапіги.
У 1752 році вступив до Колегіуму нобіліуму у Варшаві. Невдовзі розпочав військову кар'єру. У 1763 році від стрийка Кароля Юзефа Сапіги отримав звання поручика п'ятигірської хоругви. 1764 року намагався стати послом (депутатом) від берестейського воєводства на конвакційний сейм, але невдало. У 1766 році стає ротмістром литовської кавалерії. У 1768 році отримує звання полковника. Того ж року одружився з Тересою Суфчинською. 
1773 року отримав орден Святого Губерта від курфюрства Пфальца. 1780 року обраний послом від Волинського воєводства на вальний сейм. З 1788 року був членом конфедерації Чотирирічного сейму. 1789 році стає віце-маршалком Трибуналу Великого князівства Литовського. У 1791 році отримав посаду смоленського воєводи (була суто номінальною, оскільки територія воєводства належала Російській імперії) і орден Святого Станіслава. Вважався противником прийняття нової Конституції (втім теперішні дослідники сумніваються стосовно цього). Невдовзі став членом Тарговицької конфедерації.
У 1793 році після Другого поділу Речі Посполитої став першим і єдиним мерецьким воєводою (смоленське воєводство було перетворено на Мерецьке). 1795 року після Третього поділу Речі Посполитої втратив усі посади. 1796 року розлучився з дружиною, одружившись із Касильдою Залеською.
Останні роки опікувався маєтностями Базалія та Красилів на Волині. 
Помер у 1808 році в Ценковицях.

## Родина
Перша дружина — Тереса Суфчинська. Діти:
- Януш Олександр (1775—1825), мальтійський кавалер
- Миколай (1779—1843), мальтійський лицар, полковник Великого князівства Варшавського
- Павло (1781—1855), мальтійський кавалер, полковник французької армії
- Олександр
- Текля, дружина Ігнація Цетнера, мстиславського старости
- Анна Агнешка, дружина Юзефа Маєра, поморського воєводи
- Барбара (пом. 1780)

Друга дружина — Касильда, донька Мацея Залеського, сяноцького стольника, дітей не було.